# Serra Lunga
La Serra Lunga (localmente: Sèrra Lònga) è un gruppo montuoso dell'appennino abruzzese che separa la valle Roveto (porzione della valle del Liri) ad ovest dall'area geografica della Vallelonga ad est che ricade nei territori comunali di Collelongo e Villavallelonga nel cosiddetto "spartiacque del Fucino", ad est dei monti Ernici, a nord dei monti Marsicani e a sud della conca marsicana del Fucino.

## Descrizione

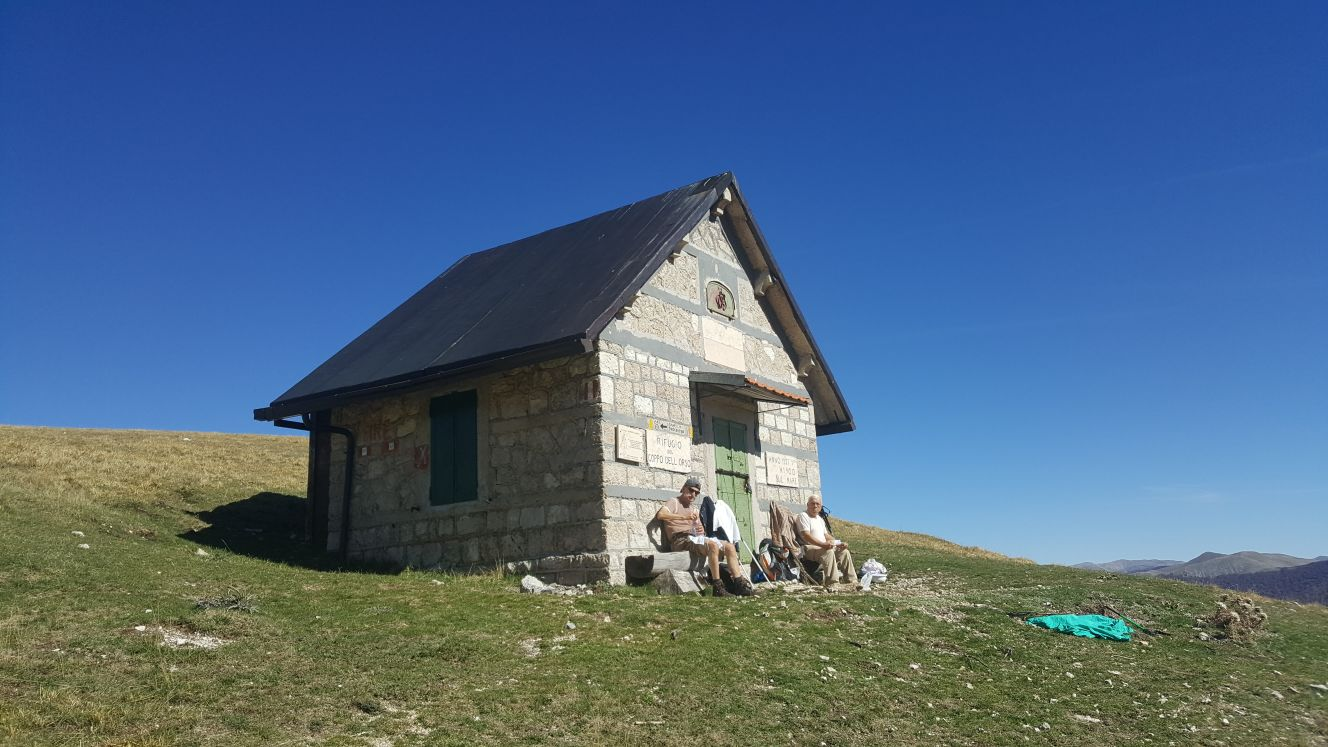
Rifugio Coppo dell'orso

È un lungo massiccio calcareo che nella sua connotazione orogenica raggruppa tutte la giogaia che da Capistrello scende in direzione sud-est fino al valico di Forca d'Acero (monti Marsicani), ma che nell'uso tradizionale del termine dovrebbe comprendere le sole cime fra Pescosolido e Civitella Roveto a cavallo dello spartiacque Liri-Fucino. Posta a nord-ovest del parco nazionale d'Abruzzo, Lazio e Molise, poco oltre il valico Aceretta, fa parte della zona di protezione esterna.

### Cime
- Monte Cornacchia (2003 m)
- Cima dei Tre Confini (1992 m)
- Monte Breccioso (1974 m)
- Monte La Brecciosa (1890 m)
- Monte Serra Alta (1710 m)
- Monte Bello (1565 m)